# Amolops
Amolops là một chi động vật lưỡng cư trong họ Ranidae, thuộc bộ Anura. Chi này có 39 loài và 18% bị đe dọa hoặc tuyệt chủng.